# Perriers-la-Campagne
Perriers-la-Campagne ist eine Ortschaft und eine Commune déléguée in der französischen Gemeinde Nassandres sur Risle mit 400  Einwohnern (Stand: 1. Januar 2022) im Département Eure in der Region Normandie (vor 2016 Haute-Normandie). Die Einwohner werden Perricampois genannt.
Zum 1. Januar 2017 wurde die Gemeinde Perriers-la-Campagne mit Carsix, Nassandres und Fontaine-la-Soret zur Gemeinde (Commune nouvelle) Nassandres sur Risle zusammengelegt. Sie gehörte zum Arrondissement Bernay und zum Kanton Brionne.
Perriers-la-Campagne liegt etwa 19 Kilometer ostnordöstlich von Bernay.

## Bevölkerungsentwicklung
| Jahr                       | 1962 | 1968 | 1975 | 1982 | 1990 | 1999 | 2006 | 2013 |
| Einwohner                  | 191  | 185  | 224  | 251  | 308  | 356  | 334  | 396  |
| Quellen: Cassini und INSEE |      |      |      |      |      |      |      |      |

## Sehenswürdigkeiten
- Kirche Saint-Mellian-et-Saint-Maclou

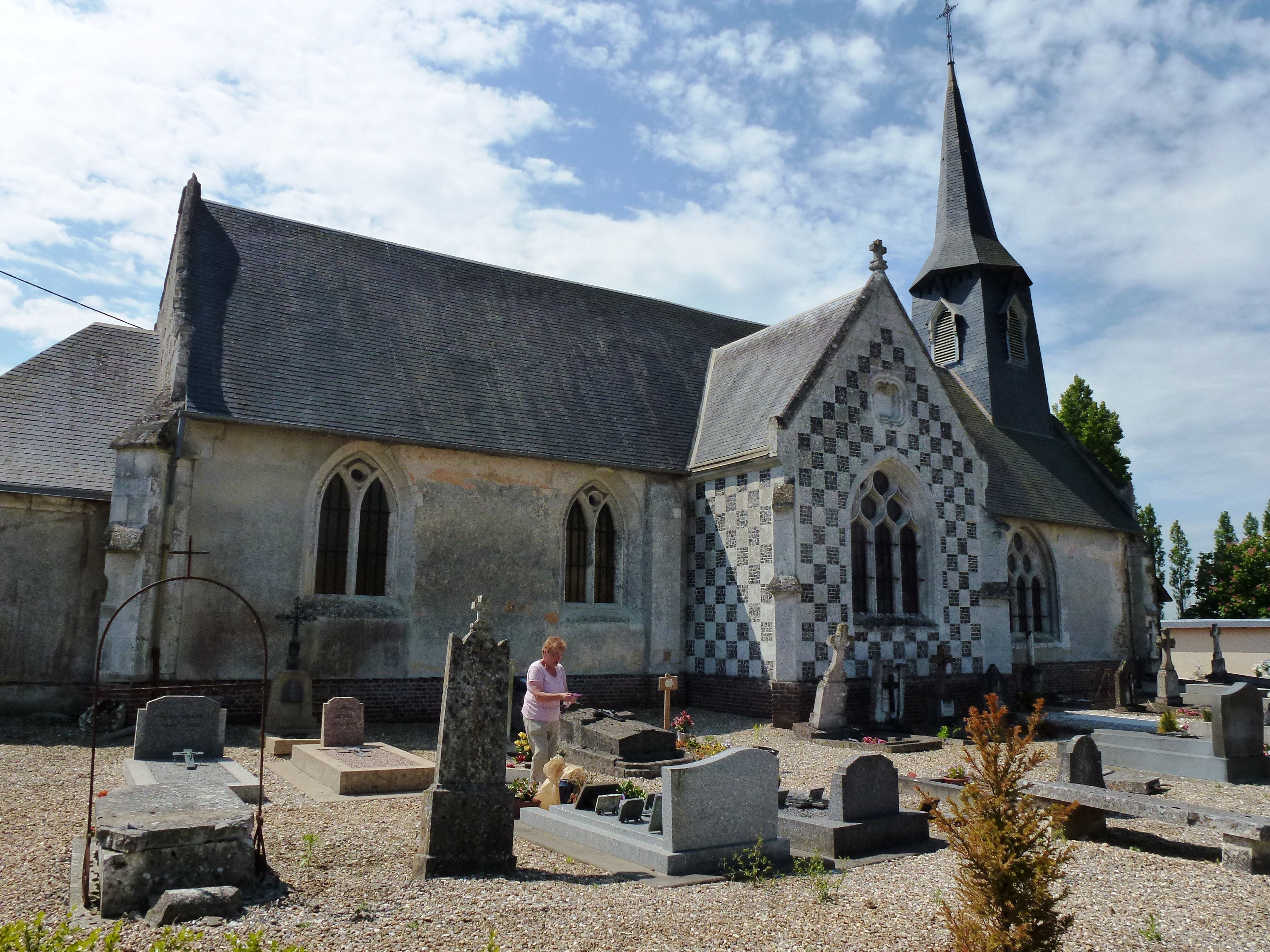
Kirche Saint-Mellian-et-Saint-Maclou